# 道詮

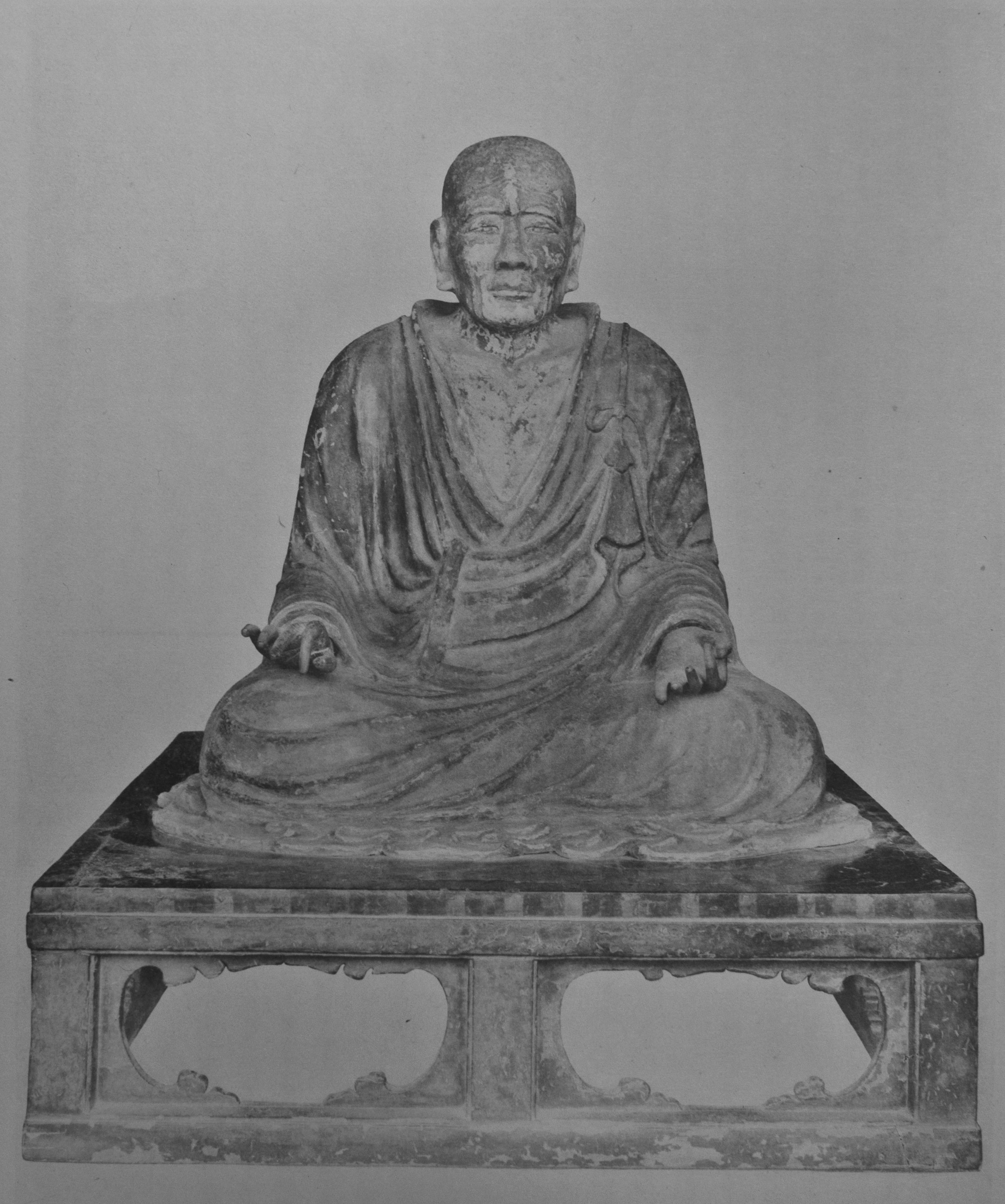
塑造道詮律師像（法隆寺夢殿）

道詮（どうせん、延暦16年（797年）？ － 貞観15年3月2日（873年4月2日）？）は、平安時代前期の三論宗の僧。武蔵国の出身。没年については876年とする説もある。
法隆寺の寿仁のもとで出家し、東大寺の玄耀に三論教学を学んだ。ほかに真言密教も学んだと伝えられている。854年（斉衡元年）に大極殿での最勝会講師、857年（天安元年）に御前論議座主をつとめ、864年（貞観6年）には権律師に任じられ、その後律師に昇任している。弘法大師とも親交があつく、伝燈大師(でんとうだいし)と号して南都七大寺僧綱を兼ねた。聖徳太子（574年－622年）を尊崇して法隆寺夢殿を再興し、法隆寺の学問振興に力を注いだ。その功績から道詮律師像(塑像:国宝)が、夢殿の本尊脇に侍している。
晩年は、富貴寺（ふきじ、奈良県川西町）を建立した。また、隠居寺として福貴寺(ふきでら、奈良県平群町)を建立し(聖徳太子の建立説もある)、盛時には六十坊を数え、隠居後も法隆寺の学僧等の請いを受けて、毎年夏期に百ヶ日間三経を講じに往来し、民衆からは「福貴の道詮」と呼ばれて厚く慕われた。
なお、法隆寺に夏安居(げあんご)が、現在も行われ、一般庶民に対して法話の講座がひらかれているが、この夏安居の始まりは、道詮の百ヶ日三経である。
また、道詮は、福貴寺において密教系の修行僧として自然智(じねんち)、つまり強大な記憶力の獲得の修法である「虚空蔵求聞持法」を修している。
境内奥(現在の白山神社境内)に、近世の供養墓(貞観十八年十月二日寂)が祀られている。